# Pierścieniowy miotacz ognia

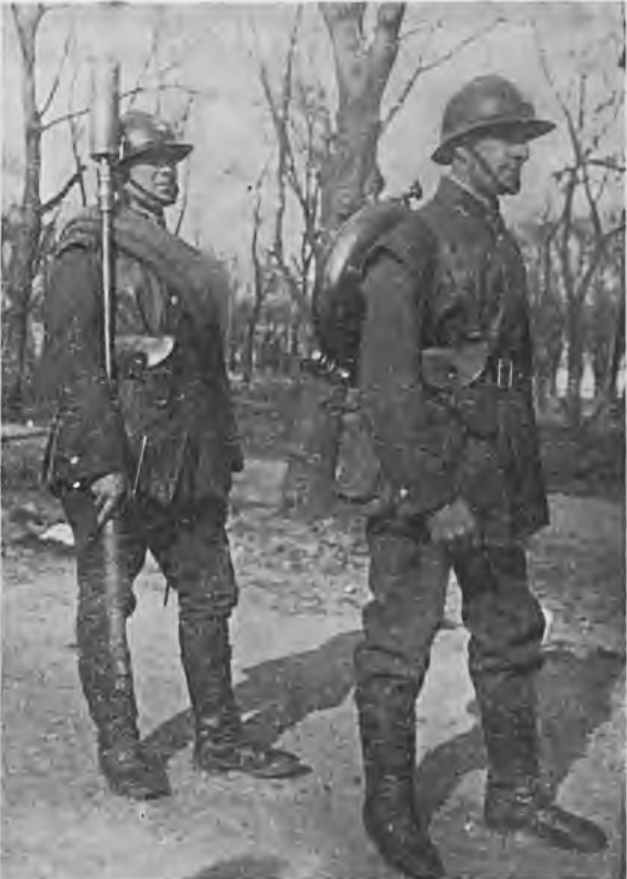
Obsługa pierścieniowego miotacza ognia

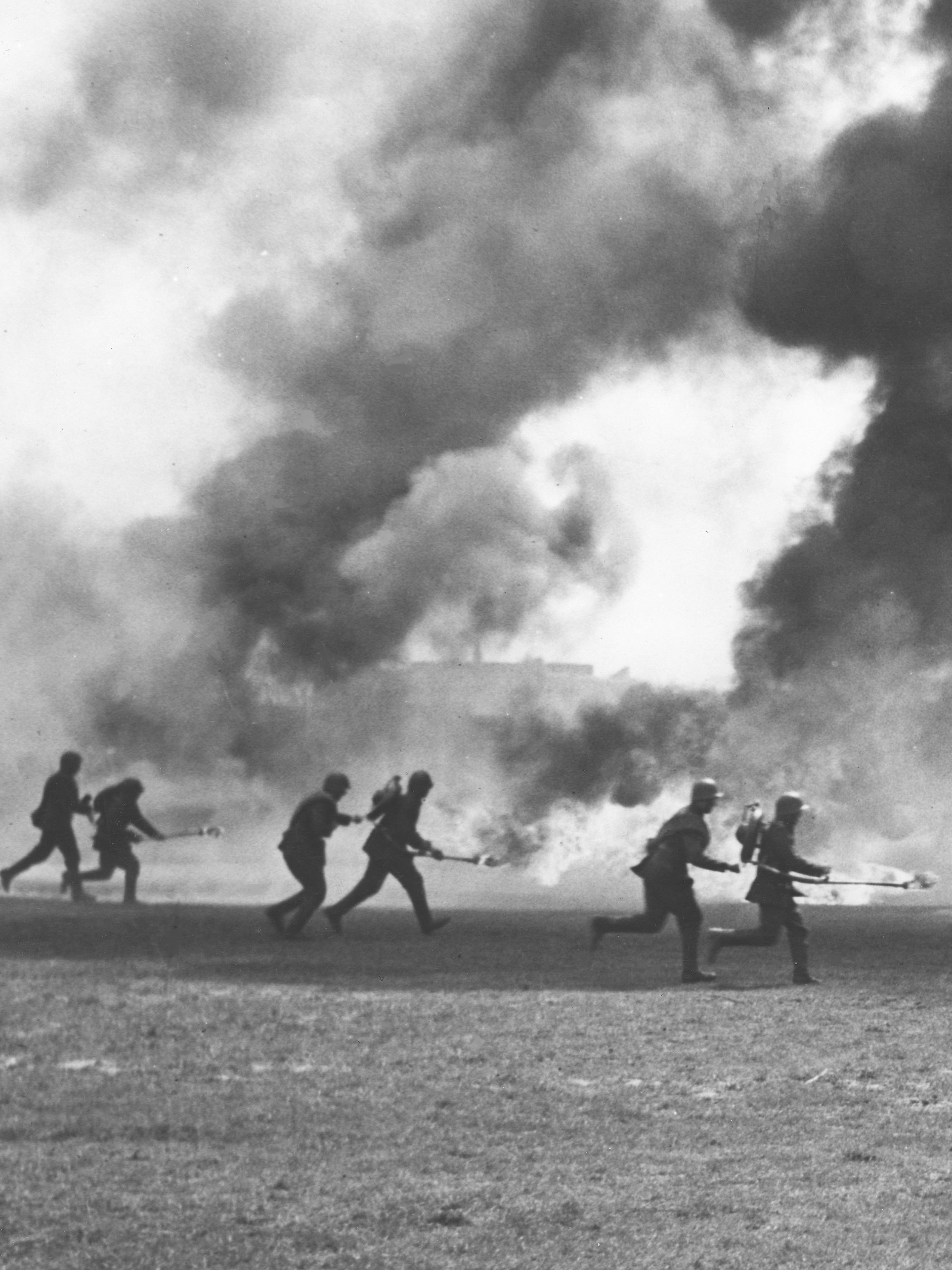
Pokaz działania pierścieniowych miotaczy ognia podczas rewii wojskowej w Warszawie 3 maja 1938

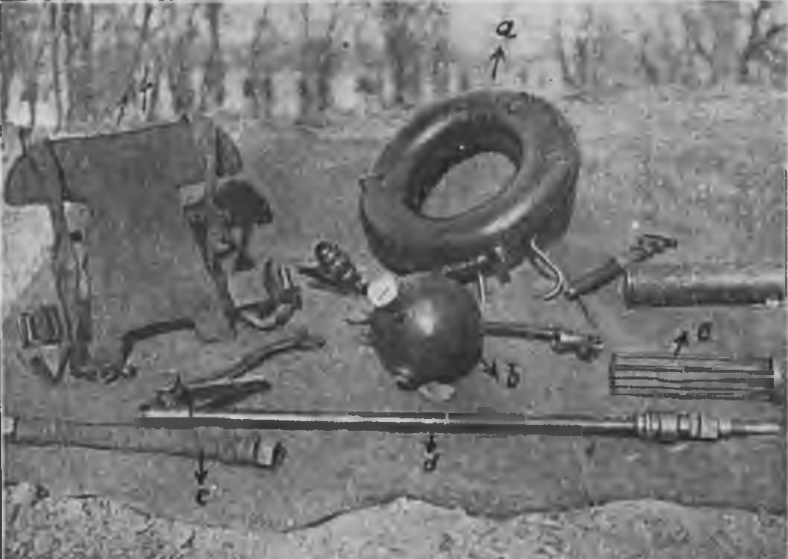
Części składowe pierścieniowego miotacza ognia

Pierścieniowy miotacz ognia – niemiecki plecakowy miotacz ognia, broń wykorzystywana w I wojnie światowej do walki na bliską odległość i przeznaczona do rażenia strumieniem ognia ludzi, zwłaszcza ukrytych w schronach i budynkach, podpalania obiektów i wywoływania pożarów. Po zakończeniu wojny miotacze tego typu weszły do uzbrojenia oddziałów odradzającego się Wojska Polskiego II Rzeczypospolitej.

## Charakterystyka

### Działanie
Obsługę pierścieniowego miotacza ognia stanowiło dwóch żołnierzy – miotaczowy i pomocnik. Pierwszy nosił miotacz na plecach i kierował ogniem, drugi obsługiwał zawory i nosił koc do gaszenia płomieni. Obsługa wyposażona była w kamizelki skórzane, okulary ochronne i brezentowe rękawice. W czasie strzelania otwierane były zawory, a mieszanka zapalająca była wypychana ze zbiornika przez sprężony gaz. Wystrzeliwany rozpylony strumień zapalał się od palnika zamontowanego u wylotu prądownicy. Paląca się mieszanka była wyrzucana na odległość około 30 kroków.

### Budowa miotacza pierścieniowego
Zbiornik na mieszankę
Zbiornik w kształcie pierścienia o pojemności 9,5 dm³ i pojemności roboczej 9 dm³ był wykonany ze stalowej blachy o grubości 2 mm; w zbiorniku znajdowały się trzy otwory: otwór (zamykany gwintowanym kurkiem) do napełniania mieszanką zapalającą, otwór do wkręcania rurki wysokiego ciśnienia łączącej zbiornik na mieszankę ze zbiornikiem na gaz i otwór wylotowy, połączony na stałe z przyspawaną rurą łącznikową zakończoną zaworem głównym. Zbiornik połączony był za pomocą śrubek ze zbiornikiem na gaz i z plecakiem. Napełniany był materiałem zapalającym – zmieszanymi w odpowiednim stosunku ropą naftową (67–75%) i benzyną (25–33%).
Zbiornik na gaz
Kulisty zbiornik o pojemności 3 dm³ wykonany był ze stalowej 2-milimetrowej blachy; na zbiorniku mocowano manometr, a w jego górnej części znajdował się gwintowany otwór (zamykany korkiem) służący do napełniania zbiornika cieczą; ze zbiornikiem mieszanki połączony był rurką wysokiego ciśnienia. Ciśnienie robocze gazu wynosiło 2,5 MPa. Wypełniany był azotem lub tlenkiem węgla, przy czym obydwa gazy przechowywano w butlach stalowych: dużych – o pojemności od 40 do 45 dm³ i ciśnieniu roboczym 15 MPa oraz małych 13 dm³ i 12,5 MPa.
Wąż
Wąż o długości 40 cm łączył zawór głównym z prądownicą; składał się z zewnętrznej 1,5 calowej rury powlekanej parcianym pokrowcem i wewnętrznej elastycznej rury gumowo-płóciennej o średnicy wewnętrznej 1 cala; obydwie strony węża były zakończone kołnierzem i gwintowaną nakrętką. Przed uszkodzeniem chronił go okręcany spiralnie 2,5-milimetrowy drut cynkowy.
Prądownica
Służyła do nadawania kierunku strumieniowi mieszanki palnej i regulowania płomieni; wykonana była z rury o średnicy ¾ cala i długości 70 cm zakończonej mosiężną gwintowaną końcówką; posiadała zawór do regulowania światła średnicy rozpylającej.
Palnik
Był nakręcany na gwint prądownicy i służył do zapalania mieszanki. W palniku umieszczano knot z pakuł nasycony żywicą, zapalany za pomocą zapalnika tarciowego. W razie braku gotowego knota skręcano go z pakuł, przy czym obsypywano żywicą i nasycano obficie mieszanką.
Plecak
Składał się ze szkieletu żelaznego, podbitego od wewnątrz wyściółką filcową pokrytą płótnem.